# Cyligramma duplex
Cyligramma duplex là một loài bướm đêm thuộc họ Noctuidae. Nó được tìm thấy ở Madagascar.